# قورباغه درختی سبز آمریکایی
قورباغه درختی سبز آمریکایی (نام علمی: Hyla cinerea) نام یک گونه از تیره قورباغه‌های درختی حقیقی است.